# Кирсанов, Сергей Петрович
Сергей Петрович Кирсанов (1910, Харьков — не ранее 1963) — советский партийный и государственный деятель. Председатель исполнительного комитета Севастопольского городского Совета депутатов трудящихся (1957—1963).

## Биография
Родился в 1910 году в Харькове. Из крестьян. В 1921—1927 годах трудился пастухом, позднее ученик и подручный пекаря. В 1927—1931 годах работал токарем на Тульском оружейном заводе. В 1933 году окончил рабфак. Член ВКП(б) с 1937 года. В 1939 году окончил Тульский механический институт по специальности инженер-механик.
В 1939—1945 годах — начальник цеха, механик, заместитель главного инженера на различных оборонных предприятиях. В 1945—1947 годах — заместитель секретаря Тульского обкома ВКП(б). С 1947 года на руководящей советской и партийной работе. С ноября 1954 года — первый заместитель председателя Севастопольского горисполкома. С 9 марта 1957 года и по 1963 год — председатель исполнительного комитета Севастопольского городского Совета депутатов трудящихся.